# Eucalyptus baxteri
Eucalyptus baxteri är en art i eucalyptussläktet som förekommer naturlig i sydöstra Australien från södra New South Wales över Victoria till halvön Fleurieu och Kangaroo Island i östa South Australia. Växten blir upp till 40 meter hög. Den blommar mellan december och april där den vita blomman har en diameter upp till 2 centimeter.